# Калверт, Грейс
Грейс Калверт (Grace Calvert; 1819—1873) — английский химик.
Уроженец Лондона, был ассистентом Шевреля, в 1846 поселился в Манчестере, где вслед за этим занял кафедру химии в Royal Institution, а затем в медицинской школе; автор многочисленных исследований по химии, химической технологии, а также по гигиене, среди прочего, о карболовой кислоте, хлорной извести, производстве сахара; напечатал: «Lectures on coaltar colours and dyeing» (1863).